# La Saison des brumes
La Saison des brumes (Season of Mists) est le quatrième album de la série de bande-dessinée anglo-américaine Sandman scénarisé par Neil Gaiman. L'album raconte une seule histoire, qui s'étale sur 192 planches, et divisée en 6 chapitres, un prologue et un épilogue.
La jaquette et la conception graphique sont de Dave McKean. La traduction française est d'Anne Capuron et le lettrage est d'Ève Deluze. L'album est préfacé par Thomas Ragon.
Il a reçu le prix du meilleur scénario 2004 au festival international de la bande dessinée d'Angoulême.

## Synopsis
La Saison des Brumes est la suite des Récits dans le sable où Dream avait condamné Nada, une ancienne compagne à lui qui s'était suicidée et l'avait refusé en mariage, aux enfers. Après une réunion familiale des Éternels, Death le convainc de l'injustice de son action passée et Dream décide de retourner aux enfers pour en ramener Nada, devant pour ce faire affronter Lucifer Morningstar.

### Prologue
Crayonné de Mike Dringenberg ; encrage de Malcolm Jones III ; couleurs de Steve Oliff ; 24 planches.
Où une réunion de famille est l'occasion de certaines récriminations personnelles ; où divers événement sont mis en branle, et où une relation supposée depuis longtemps éteinte se révèle tout à fait  d'actualité.
Dans son jardin, Destiny des Éternels, reçoit la visite des Dames Grises (ou Triodites), qui lui prédisent qu'un roi va renoncer à son royaume, avant de s'en aller en ricanant. Troublé, Destiny décide de convoquer une réunion des Éternels, à l'issue de laquelle Dream se laisse convaincre par Desire et Death d'aller libérer son ancien amour, Nada, qu'il avait condamné aux enfers 10 000 ans auparavant pour l'avoir défié.

### Chapitre 1
Crayonné de Kelley Jones ; encrage de Malcolm Jones III ; couleurs de Steve Oliff ; 24 planches.
Où le Seigneur des Rêves fait ses préparatifs pour visiter les royaumes infernaux ; des adieux sont faits ; un toast est porté ; tandis qu'aux Enfers l'adversaire se livre à certains préparatifs de son cru.
Après avoir présenté la situation aux serviteurs du Rêve, et avoir visité quelques connaissances, comme Hob Gadling ou le bébé de Lyta Hall qu'il nomme Daniel, Dream envoie Caïn comme messager au Seigneur des Enfers, Lucifer Morningstar, pour le prévenir de sa venue.

### Chapitre 2
Crayonné de Kelley Jones ; encrage de Malcolm Jones III ; couleurs de Daniel Vozzo ; 24 planches.
Où le Seigneur des Rêves retourne aux Enfers, et sa confrontation avec le seigneur de ce royaume ; où un certain nombre de portes sont fermées pour la dernière fois ; et de l'usage surprenant qu'il est fait d'un couteau et d'une clef.
Au retour de Caïn, en larmes mais indemne, Dream, protégé par son heaume, se rend aux Enfers, en passant à travers les mondes incréés, dans les brumes balayées par un vent glacial. Quand il arrive aux portes des Enfers, Dream est surpris de les trouver ouvertes et non gardées. Puis en survolant le royaume de Lucifer, Dream n'y trouve personne. Enfin Lucifer répond à ses appels, pour lui dire qu'il a vidé les Enfers de ses démons et qu'il renonce à ses fonctions, pour la première fois depuis l'aube des temps. En partant, Lucifer lui laisse la clef des Enfers en disant « Peut-être te détruira-t-elle, et peut-être pas, mais je doute qu'elle te facilite la vie.»

### Chapitre 3
Crayonné de Kelley Jones ; encrage de P. Craig Russell ; couleurs de Daniel Vozzo ; 24 planches.
Où le cadeau de départ de Lucifer attire une attention non sollicitée ; et où le Seigneur du Rêve reçoit la visite d'importuns.
Perdu dans ses réflexions, Dream se retire dans son royaume muni de la clef. Bientôt, les gardiens de la porte du Rêve, la vouivre, le griffon et l'hippogriffe, lui signale une troupe de « l'ordre et du chaos, d'Égypte, d'Asgard et du Japon, des Fées et des Démons » sur le seuil qui exigent de lui parler. Odin, Thor, Loki l'arpenteur du ciel, Anubis, Bâ et Bès, Susano-o-no-Mikoto, Azazel, Merkin, Choronzon, l'esclave du Seigneur Kilderkin, Jemmy-les-Frissons, les anges Rémiel et Duma, tous, ils ne désirent qu'une chose : la clef des Enfers. Dream les laissent entrer.

### Chapitre 4
Crayonné de Matt Wagner ; encrage de Malcolm Jones III ; couleurs de Daniel Vozzo ; 24 planches.
Où les morts reviennent ; et où Charles Rowland parfait son éducation.
En décembre 1990 en Angleterre, Charles Rowland a 13 ans, et il doit rester dans son internat pendant les vacances scolaires parce que son père, son unique famille, est parti au Koweït. Dans l'école, tous les vivants sont partis, et Charles est entouré par des morts, à commencer par son meilleur ami Edwin Paine ; et quand Death vient en coup de vent pour lui prendre la main, Charles refuse et décide de partir sur les routes seul avec Edwin.
Cette histoire, qui fait l'effet d'une parenthèse dans l'album, sert à illustrer les répercussions de l'abandon des Enfers par Lucifer.

### Chapitre 5
Crayonné de Kelley Jones ; encrage de George Pratt ; couleurs de Daniel Vozzo ; 24 planches.
De la tenue d'un banquet, et de ce qui s'ensuit ; en termes de diplomatie, de chambres, de chantages et de menaces ; et une recette insolite pour les saucisses.
Dans le Royaume du Rêve, Dream remplit ses obligations d'hôte. Tous les invités, auxquels se sont joints Cluracan et Nuala, de la cour de Féérie, demandent une entrevue privée avec le Maître des Rêves. Certains ont amené une monnaie d'échange contre la clef qu'ils convoitent : Odin propose une dimension abstraite de Ragnarök où quelqu'un possède une fraction de l'âme de Dream ; Susano-o-no-Mikoto est prêt à payer n'importe quel prix et la femme chat Bastet prétend avoir des renseignements sur Destruction, le frère de Dream ayant quitté son poste d'Éternels 300 ans plus tôt. Azazel, pour sa part, détient en otage Nada, et Choronzon, qui avait autrefois défié Dream.

### Chapitre 6
Crayonné de Kelley Jones ; encrage de Dick Giordano ; couleurs de Daniel Vozzo ; 24 planches.
Où la question contrariante de la souveraineté des Enfers est finalement réglée à la satisfaction de certains ; des subtilités de l'hospitalité ; et où il est démontré que là où certains pourraient tomber, d'autres sont poussés.
Dream décide finalement de céder la clef aux deux anges, qui acceptent du bout des doigts, obéissant à contre-cœur à leur créateur. Dans un deuxième temps, il parvient à libérer Choronzon et Nada des griffes du démon Azazel et à mettre ce dernier hors d'état de nuire. Les autres invités prennent congés.

### Épilogue
Crayonné de Mike Dringenberg ; encrage de George Pratt ; couleurs de Daniel Vozzo ; 24 planches.
Où nous disons adieu aux amis absents, aux amours perdues, aux anciens dieux, et à la saison des brumes ; et où nous rendons au diable ce qui lui revient.
Pendant que les Enfers se repeuplent, sous la supervision des deux anges, Dream rencontre Nada qui, finalement, lui pardonne pour ce qu'il a commis. Le Maître des Rêves accède à la demande de Cluracan, qui parle au nom de la Reine Titania, de garder Nuala au sein du Rêve, à condition qu'elle n'ait pas recours à la magie et rompe le charme de sa glamour. Et pendant qu'à Perth, Lucifer Morningstar regarde éblouit le soleil se coucher en pensant à dieu, Nada renaît à Hong Kong sous l'œil bienveillant de Dream.